# Eugaurax pleuralis
Eugaurax pleuralis är en tvåvingeart som beskrevs av Malloch 1934. Eugaurax pleuralis ingår i släktet Eugaurax och familjen fritflugor. Inga underarter finns listade i Catalogue of Life.